# Castello Lukeba
Castello Lukeba (sinh ngày 17 tháng 12 năm 2002), hay còn được biết đến với tên gọi Castello Jr., là một cầu thủ bóng đá chuyên nghiệp người Pháp hiện đang thi đấu ở vị trí trung vệ cho câu lạc bộ RB Leipzig tại Bundesliga và Đội tuyển bóng đá quốc gia Pháp.

## Sự nghiệp câu lạc bộ

### Lyon
Lukeba gia nhập Học viện bóng đá Olympique Lyonnais vào năm 2011 và ký hợp đồng chuyên nghiệp đầu tiên với Lyon vào ngày 1 tháng 7 năm 2021. Anh có trận ra mắt chuyên nghiệp cho Lyon vào ngày 7 tháng 8 năm 2021 với tư cách là cầu thủ đá chính trong trận gặp Brest ở vòng khai mạc Ligue 1 2021–22. Anh thi đấu trọn vẹn 90 phút trong suốt trận đấu này nhưng cuối cùng, Lyon kết thúc trận đấu này với tỷ số hòa 1–1. Lukeba có trận ra mắt đấu trường châu Âu vào ngày 25 tháng 11 năm 2021 trong trận thắng 3–1 trước Brøndby IF ở vòng bảng UEFA Europa League 2021–22. Anh ghi bàn thắng đầu tiên cho câu lạc bộ vào ngày 22 tháng 12 năm 2021 vào lưới Metz bằng cú đánh đầu. Bàn thắng này được hỗ trợ bởi Rayan Cherki bằng đường tạt bóng sau quả phạt góc. Vào tháng 1 năm 2022, anh gia hạn hợp đồng với câu lạc bộ đến năm 2025.

### RB Leipzig
Vào ngày 11 tháng 8 năm 2023, Lukeba chuyển đến câu lạc bộ RB Leipzig tại Bundesliga với tổng chi phí được báo cáo là 34 triệu euro và ký hợp đồng 5 năm với câu lạc bộ này. Anh có trận ra mắt cho Leipzig vào ngày 19 tháng 8 năm 2023 trong trận thua 3–2 trước Bayer Leverkusen sau khi vào sân thay Nicolas Seiwald ở phút thứ 62. Anh ghi bàn thắng đầu tiên cho RB Leipzig trong trận hòa 2–2 trước Bayern Munich vào ngày 30 tháng 9 năm 2023.

## Sự nghiệp quốc tế
Lukeba sinh ra tại Pháp và là người gốc Angola. Anh quyết định đại diện cho Pháp ở cấp quốc tế và anh lần đầu tiên được triệu tập lên đội tuyển U-21 quốc gia Pháp vào tháng 11 năm 2021 cùng với các đồng đội trong Olympique Lyonnais là Maxence Caqueret, Rayan Cherki và Malo Gusto. Vào ngày 9 tháng 10 năm 2023, Lukeba lần đầu tiên được triệu tập lên đội tuyển quốc gia Pháp cho các trận đấu trước Hà Lan và Scotland để thay thế Axel Disasi sau khi Disasi bị chấn thương.

## Thống kê sự nghiệp

### Câu lạc bộ
Tính đến 9 tháng 12 năm 2023
| Câu lạc bộ          | Mùa giải            | Giải vô địch        | Giải vô địch | Giải vô địch | Cúp quốc gia | Cúp quốc gia | Châu lục | Châu lục | Khác | Khác | Tổng cộng | Tổng cộng |
| Câu lạc bộ          | Mùa giải            | Hạng đấu            | Trận         | Bàn          | Trận         | Bàn          | Trận     | Bàn      | Trận | Bàn  | Trận      | Bàn       |
| ------------------- | ------------------- | ------------------- | ------------ | ------------ | ------------ | ------------ | -------- | -------- | ---- | ---- | --------- | --------- |
| Lyon B              | 2020–21             | CFA 2               | 7            | 0            | —            | —            | —        | —        | —    | —    | 7         | 0         |
| Lyon B              | 2021–22             | CFA 2               | 2            | 0            | —            | —            | —        | —        | —    | —    | 2         | 0         |
| Lyon B              | Tổng cộng           | Tổng cộng           | 9            | 0            | —            | —            | —        | —        | —    | —    | 9         | 0         |
| Lyon                | 2020–21             | Ligue 1             | 0            | 0            | 0            | 0            | —        | —        | —    | —    | 0         | 0         |
| Lyon                | 2021–22             | Ligue 1             | 24           | 2            | 0            | 0            | 6        | 0        | —    | —    | 30        | 2         |
| Lyon                | 2022–23             | Ligue 1             | 34           | 2            | 4            | 0            | —        | —        | —    | —    | 38        | 2         |
| Lyon                | Tổng cộng           | Tổng cộng           | 58           | 4            | 4            | 0            | 6        | 0        | —    | —    | 68        | 4         |
| RB Leipzig          | 2023–24             | Bundesliga          | 14           | 1            | 1            | 0            | 5        | 0        | 0    | 0    | 20        | 1         |
| Tổng cộng sự nghiệp | Tổng cộng sự nghiệp | Tổng cộng sự nghiệp | 79           | 5            | 5            | 0            | 11       | 0        | 0    | 0    | 97        | 5         |

1. ↑  Bao gồm Coupe de France và DFB-Pokal
2. ↑  Ra sân tại UEFA Europa League
3. ↑  Ra sân tại UEFA Champions League

### Quốc tế
Tính đến 17 tháng 11 năm 2023
| Đội tuyển quốc gia | Năm       | Trận | Bàn thắng |
| ------------------ | --------- | ---- | --------- |
| Pháp               | 2023      | 1    | 0         |
| Tổng cộng          | Tổng cộng | 1    | 0         |

## Danh hiệu
RB Leipzig
- DFL-Supercup: 2023[14]